# Марешал-Деодору
Марешал-Деодору (порт. Marechal Deodoro) — муніципалітет у Бразилії, входить до складу штату Алагоас. Складова частина мезорегіону Схід штату Алагоас. Входить до склад економіко-статистичного мікрорегіону Масейо. Населення становить 36 тисяч чоловік. Займає площу 333,5 км².
Місто було засновано 1636 року.